# محوطه حیدرآباد غربی
محوطه حیدرآباد غربی مربوط به سده‌های اولیه دوران‌های تاریخی پس از اسلام است و در شهرستان ایلام، بخش مرکزی، دهستان میش خاص، روستای حیدرآباد واقع شده و این اثر در تاریخ ۲۶ اسفند ۱۳۸۷ با شمارهٔ ثبت ۲۶۰۱۷ به‌عنوان یکی از آثار ملی ایران به ثبت رسیده است.